# 1329 Eliane
1329 Eliane је астероид главног астероидног појаса са средњом удаљеношћу од Сунца која износи 2,617 астрономских јединица (АЈ).
Апсолутна магнитуда астероида је 10,90 а геометријски албедо 0,040.